# Flughafen Lille

i7
i11
i13
Der Aéroport de Lille (IATA-Code: LIL, ICAO-Code: LFQQ) versorgt die nordfranzösische Stadt Lille und liegt auf dem Gebiet der französischen Kommunen Lesquin und Fretin im Département Nord. Er ist als Passagierflughafen ausgelegt für bis zu drei Millionen Passagiere. Im Jahr 2024 hat der Flughafen 1,79 Millionen Passagiere abgefertigt; auf einer Fläche von 13.000 m² wurden im Frachtbereich des Flughafens 7 t Fracht abgefertigt. Er ist rund um die Uhr geöffnet.

## Geschichte
Der Flugplatz südlich von Lesquin und Vendeville wurde 1937 als Militärflugplatz Seclin-Enchemont eröffnet und nach Ausbruch des Zweiten Weltkriegs von der britischen Royal Air Force (RAF) belegt, die hier zwei Hurricane-Staffeln, die 85. und 87. Squadron, stationierte und die den von ihr als Lille-Seclin Airfield bezeichneten Platz ausbauten.
Nach Einnahme des Areals Ende Mai 1940 durch die deutsche Wehrmacht wurde der Flugplatz Vendeville Standort der Luftwaffe, die ihn auch als Lille-Süd bezeichnete. In der zweiten Junihälfte 1940 waren Stab und II.Gruppe des Lehrgeschwaders 1 (S. und II./LG 1), die mit Ju 88A ausgerüstet waren, der erste hier stationierte Verband.
In der folgenden Zeit wurde der Flugplatz massiv erweitert. Die Geländefläche wurde verdreifacht und es entstanden die ersten beiden befestigten Beton Start- und Landebahnen mit den Abmessungen 1.600 × 50 Meter. Einziger Nutzer in dieser Zeit war von Juli 1940 bis Mai 1941 die 1. Staffel der Aufklärungsgruppe 122 (1. (F)/Aufkl.Gr. 122).
Erst zwei Jahre später stationierte die Luftwaffe wieder Einsatzverbände in Vendeville, zunächst war es Mitte August 1943 für eine Woche die mit Me 410A ausgerüstete V. Gruppe des Kampfgeschwaders 2 (V./KG 2).
Anschließend wurde Lille-Süd Stützpunkt von Abfangjägern der Jagdgeschwader 3 (JG 3) und 26 (JG 26). Die Bf 109G der 11. Staffel des JG 26 (11./JG 26) lagen hier von September bis November 1943 und die I. Gruppe des JG 3 (I./JG 3) zwischen Oktober 1943 und Januar 1944. Der letzte hier liegende Luftwaffenverband war zwischen Anfang April bis zum Beginn der alliierten Invasion in der Normandie Anfang Juni 1944 die I. Gruppe des JG 26 (I./JG 26)), die inzwischen die Fw 190A einsetzte.
Nach Befreiung der Gegend wurde der Flugplatz erneut von der RAF genutzt, die ihn nunmehr als Airfield B.51 bezeichnete. Im September/Oktober 1944 war hier ein Geschwader Typhoon IB, das 146. Wing, stationiert. Ihm unterstanden die 193., 197., 257., 263. und 266. Squadron.
Anschließend waren hier wechselnde Mosquito-Staffeln stationiert. Zwischen Oktober 1944 und April 1945 lagen hier jeweils zeitweise die 264., 409. (RCAF)., 410. (RCAF) und 604. Squadron.
Der Flugplatz wurde 1947 für den zivilen Luftverkehr eröffnet und ein erstes Passagierterminal wurde 1963 eingeweiht. Die örtliche Industrie- und Handelskammer übernahm 1969 den zivilen Flugbetrieb und 1972 kam ein Luftfrachtterminal hinzu. Das neue Terminal mit einer Kapazität von jährlich 1,5 Millionen Passagieren wurde 1996 eröffnet und im Juli 2016 wurde aufgrund der Wanderung des magnetischen Nordpols die Bahn 02/20 in 01/19 umbenannt.

## Technik am Flughafen
Am Flughafen können JET A1 und AVGAS getankt werden. 
Ein Instrumentenlandesystem (ILS) ist für die Landebahnen 08/26 vorhanden.

## Verkehrsanbindung
Es besteht eine regelmäßige Shuttle-Busverbindung vom Flughafen ins zwölf Kilometer nördlich gelegene Lille, Fahrzeit 20 Minuten. Zudem stehen am Flughafenterminal Taxis bereit.